# Natalivka, Zaporijjea
Natalivka (în ucraineană Наталівка) este localitatea de reședință a comunei Natalivka din raionul Zaporijjea, regiunea Zaporijjea, Ucraina.

## Demografie
Componența lingvistică a localității Natalivka
     Ucraineană (90,97%)
     Rusă (8,36%)
     Alte limbi (0,29%)
Conform recensământului din 2001, majoritatea populației localității Natalivka era vorbitoare de ucraineană (90,97%), existând în minoritate și vorbitori de rusă (8,36%).